# Emirates Office Tower
Emirates Office Tower este o clădire de birouri de 54 de etaje în orașul Dubai. Clădirea are o înălțime structurală de 354,6 m și o înălțime la acoperiș de 311 m, făcând-o a 13-a cea mai înaltă clădire locuibilă din lume.